# Gmina Kostomłoty
Gmina Kostomłoty je polská vesnická gmina v okrese Slezská Středa v Dolnoslezském vojvodství. Sídlem gminy je ves Kostomłoty.
Gmina má rozlohu 146,25 km² a zabírá 20,78 % rozlohy okresu.

## Části gminy
Bogdanów, Budziszów, Chmielów, Czechy, Godków, Jakubkowice, Jarząbkowice, Jenkowice, Karczyce, Kostomłoty, Lisowice, Mieczków, Osiek, Paździorno, Piersno, Piotrowice, Pustynka, Ramułtowice, Samborz, Samsonowice, Siemidrożyce, Sikorzyce, Sobkowice, Szymanowice, Świdnica Polska, Wichrów, Wilków Średzki, Wnorów, Zabłoto.

## Sousední gminy
Kąty Wrocławskie, Mietków, Miękinia, Slezská Středa, Udanin, Żarów.